# 345 př. n. l.

## Hlavy států
- Perská říše – Artaxerxés III.  (359 – 338 př. n. l.)
- Egypt – Nachthareheb  (360 – 342 př. n. l.)
- Bosporská říše – Spartacus II.  (349 – 344 př. n. l.) a Pairisades I.  (349 – 311 př. n. l.)
- Kappadokie – Ariarathes I.  (350 – 331 př. n. l.)
- Bithýnie – Bas  (376 – 326 př. n. l.)
- Sparta – Kleomenés II.  (370 – 309 př. n. l.) a Archidámos III.  (360 – 338 př. n. l.)
- Athény – Archias  (346 – 345 př. n. l.) » Ebulus  (345 – 344 př. n. l.)
- Makedonie – Filip II.  (359 – 336 př. n. l.)
- Epirus – Arybbas  (373 – 343 př. n. l.)
- Odryská Thrácie – Cersobleptes  (359 – 341 př. n. l.) a Teres II.  (351 – 342 př. n. l.)
- Římská republika – konzulové M. Fabius Dorsuo a Ser. Sulpicius Camerinus Rufus (345 př. n. l.)
- Syrakusy – Dionysius II.  (346 – 344 př. n. l.) a Timoleon  (345 – 337 př. n. l.)
- Kartágo – Mago III.  (375 – 344 př. n. l.)